# Кальчицький елеватор

Кальчицький елеватор — підприємство харчової промисловості у селі Кальчик Нікольського району Донецької області, філія ПАТ «Державна продовольчо-зернова корпорація України».
1977 — елеваторне господарство було введене в експлуатацію (будівництво здійснював генеральний підрядчик БМУ-235 тресту «Жданівсільбуд» за рахунок державних капіталовкладень).
У 1979-1986 рр. були збудовані зерносушарка ДСП-32 і прийомна точка з автомобілерозвантажувачем ГУАР-30 для розвантаження великовантажних автомобілів і автопоїздів.
Модернізація устаткування на території виробничої ділянки з приймання і зберігання дрібних партій продовольчого зерна, проса, гречки, гороху, комбікормів, а також — кукурудзи вивільнила робочі руки, і покликала до забезпечення розвитку виробництва нову генерацію фахівців з числа апаратників, інженерних кадрів, менеджерів з комп'ютеризації, бухгалтерського обліку та управління.
Нині «Кальчицький елеватор» є сертифікованим зернозберігальних підприємством розташованим за 40 км від Маріупольського торгового порту, що забезпечує перевалку зерна на експорт морським шляхом у південній частині Донецького регіону.
У числі найвідоміших товаросільгоспвиробників, що на довгостроковій основі працюють з елеватором, — агрокомплекс ВАТ «Мі», «Кернел-Трейд», ЗАТ «Донагроімпекс».
Елеватор підтримує ділові стосунки з науковцями Одеської національної академії харчових технологій, Одеським селекційно-генетичним інститутом з проблемних питань, що виникають під час зберігання зернових культур.